# Abbaye d’Ardenne

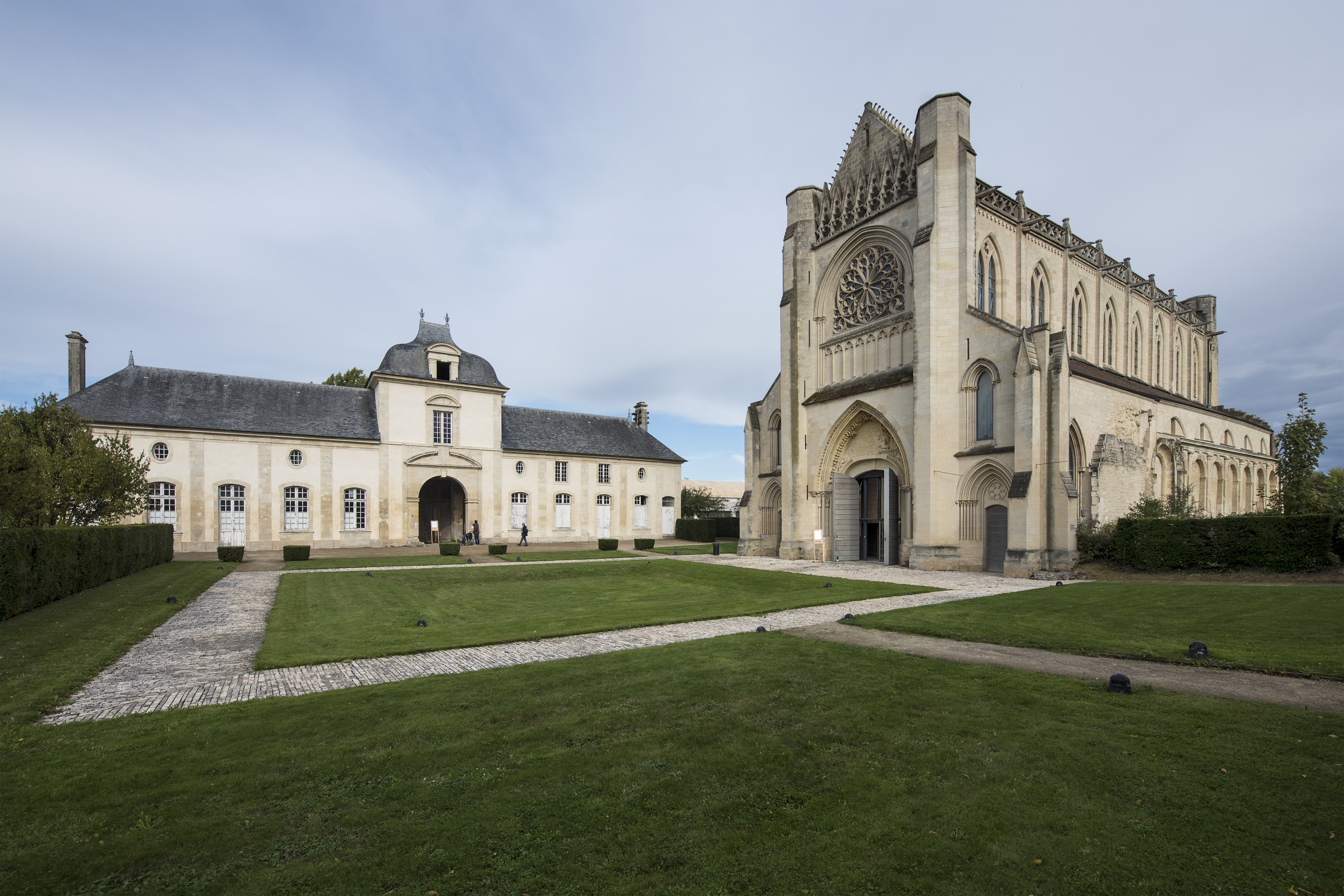
Abbaye d’Ardenne – Klostergebäude und Abteikirche

Die Abbaye d’Ardenne, auch Abbaye Notre-Dame d’Ardenne ist ein ehemaliges Prämonstratenserkloster in Saint-Germain-la-Blanche-Herbe in der Normandie. Der gesamte Komplex setzt sich aus Bauten vom 12. bis ins 21. Jahrhundert zusammen. Seit 1918 und seit 1947 ist die Abtei als Monument historique anerkannt. Nach der Jahrtausendwende wurde sie umfassend restauriert und beherbergt seit 2004 das Institut mémoires de l’édition contemporaine (IMEC).

## Geschichte
Das Kloster selbst wurde 1121 gegründet. 1138 wurde die romanische Basilika auf dem Grundstück einer ehemaligen einfachen Kapelle errichtet, sie wurde vom Bischof von Bayeux, Richard III. von Glocester, geweiht. 1144 übernahmen die Prämonstratenser das Kloster. 1230 brach der Chor zusammen und verschüttete unter sich 26 Kanoniker, unter ihnen auch den Abt.
Im Laufe ihrer Geschichte wurden Kloster und Kirche mehrmals schwer beschädigt, sowohl im Hundertjährigen Krieg (1337–1453) als auch in der Zeit der Hugenottenkriege, als die Abtei ausgeplündert und verwüstet und als Stall genutzt wurde. Ein Neubau war erst 1609 mit der Weihe der Kirche abgeschlossen.

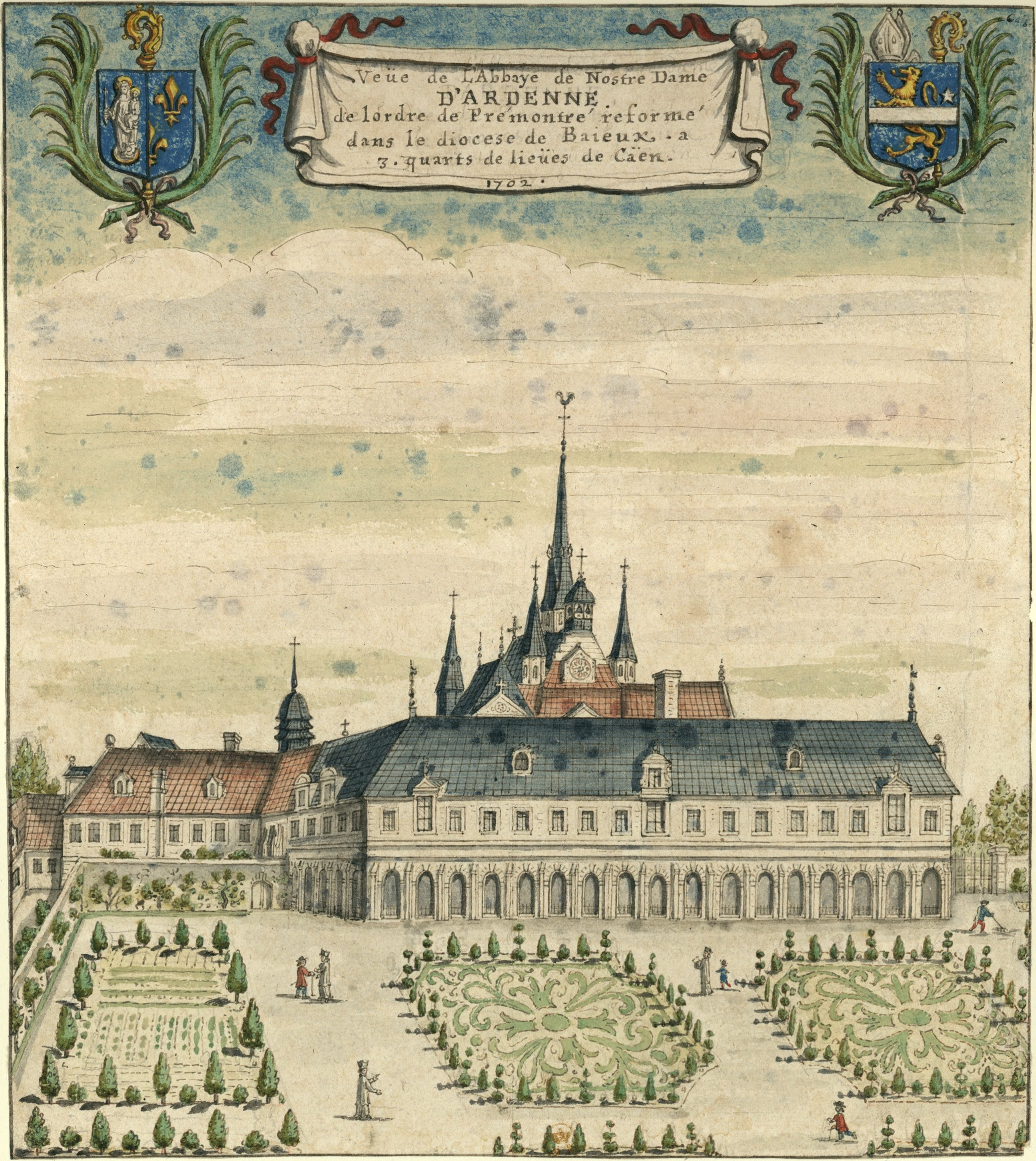
Abbaye d’Ardenne, 1702. Stich von Louis Boudan

Die folgenden Jahre waren eine Epoche wirtschaftlicher Blüte der Abtei, weitere Nutzbauten sowie zwei Kapellenanbauten an der Basilika wurden eingerichtet. Mit der französischen Revolution mussten die Mönche das Kloster aufgeben. Es wurde profaniert und gelangte in Privatbesitz. Die Gebäude verfielen, das Grundstück wechselte mehrmals den Besitzer, das Territorium wurde ab 1814 unter mehreren Eigentümern aufgeteilt, mit kontinuierlichem Verfall der Bausubstanz. Andererseits wurden die für die Landwirtschaft nutzbaren Gebäude durch An- und Neubauten ergänzt. 1918 wurde die Abtei erstmals offiziell als Monument historique anerkannt.
Am 7. Juni 1944 bezog die 12. SS-Panzer-Division „Hitlerjugend“ ihr Hauptquartier in der Abtei. In der Nacht vom 7. auf den 8. Juni wurden 18 kanadische Soldaten, die im Garten der Abtei als Kriegsgefangene gehalten wurden, von der SS hingerichtet. Die Hinrichtung ist als das Massaker in der Abbaye d’Ardenne in die Geschichtsbücher eingegangen. Durch Beschuss während des Kämpfe und nach Bombardierungen durch die deutsche Luftwaffe im selben Jahr war die Abtei schließlich eine Ruine. 1947 wurde sie ein weiteres Mal als Monument historique gelistet.
Anfang der 1990er Jahre ging der gesamte Komplex in den Besitz der Région Basse-Normandie über. Nachdem Ende der 1990er Jahre beschlossen worden war, das IMEC von Paris in die Normandie zu verlegen, begannen ab 2000 unter der Leitung des Architekten Bruno Decaris umfassende Sanierungs- und Umbauarbeiten, die 2004 abgeschlossen waren. Die ehemalige Abteikirche beherbergt jetzt die Bibliothek, die Stall- und Remisengebäude wurden zu einem Ausstellungsraum umgestaltet. Zu den von Descaris entworfenen Neubauten zählt das langgestreckte, eingeschossige, an die Bibliothek anschließende Archivgebäude mit seinem ziegelgedeckten Tonnengewölbe.